# Теодор Јани
Теодор Јани (Theodore Yanni, Theodor Barbarian, Ted Yanni) је музички продуцент, тонски сниматељ, композитор и гитариста, пореклом из Аустралије, који је својим радом обележио неке од најзначајнијих рок-албума СФРЈ осамдесетих и деведесетих година двадесетог века.

## Продуцент
- 1986.  - Азра
- 1987. Љубав - ЕКВ
- 1988. Игра бојама - Октобар 1864 (копродуцент са Митром Суботићем)
- 1988. Спаваћеш сам - Викторија
- 1988. Летим, сањам, дишем - Електрични оргазам (копродуценти Пико Станчић и Срђан Гојковић Гиле)
- 1989. Балканска рапсодија - Бранимир Штулић
- 1989. Пар Година За Нас / Изнад Града (промо сингл) - ЕКВ
- 1989. Само пар година за нас - ЕКВ (копродуцент са ЕКВ и Митром Суботићем)
- 1990. Балегари не вјерују срећи - Бранимир Штулић
- 1990. Црни плес - Октобар 1864
- 1991. Дум Дум - ЕКВ (копродуцент са Ђорђем Петровићем)
- 1996. Round and Round and Round - The Angels (Аустралија)
- 2008. Убрзање! - Дејан Цукић
- 2009. Добар Дан За Певање - Лена Ковачевић
- 2011. Куково лето - Џа или Бу